# Сулайманова, Рысбу
Рысбу Сулайманова — советский хозяйственный, государственный и политический деятель.

## Биография
Родилась в 1933 году в селе Кызыл-Суу. 
Образование среднее
С 1947 года — на хозяйственной, общественной и политической работе. 
В 1947—1991 гг. — доярка колхоза, доярка Октябрьского винсовхозкомбината Сузакского района Ошской области Киргизской ССР.
Избиралась депутатом Верховного Совета СССР 9-го созыва. 
Жила в Киргизии.

## Награды
- орден Ленина[2]
- орден Трудового Красного Знамени[2]
- орден Дружбы народов[2]